# Rugrats in Paris: The Movie
Rugrats in Paris: The Movie (på svenska kallad Rugrats i Paris – Filmen) är en amerikansk animerad långfilm från 2000, baserad på TV-serien Rugrats, som sändes mellan åren 1991 och 2004. Filmen är regisserad av Stig Bergqvist och Paul Demeyer, samt producerad av Arlene Klasky och Gábor Csupó, som även är skaparna av TV-serien Rugrats.
Filmen hade premiär i USA den 17 november 2000. Filmen har även blivit omdubbad till svenska.

## Handling
När Stu Pickles kallas in för att arbeta på Paris senaste nöjespark EuroReptarland, hakar Rugratsungarna på. Ingen sevärdhet, från Eiffeltornet till Notre-Dame, går säker för Rugratsungarna. Samtidigt ligger kärleken i luften för Chuckies pappa Chas. Kan det vara så att Chuckie håller på att få en ny mamma?

## Rollista
| Rollfigur                      | Engelsk originalröst | Svensk originalröst       |
| ------------------------------ | -------------------- | ------------------------- |
| Chuckie Finster                | Christine Cavanaugh  | Hasse Jonsson             |
| Tommy Pickles                  | E. G. Daily          | Annica Smedius            |
| Angelica Pickles               | Cheryl Chase         | Annica Smedius            |
| Phil DeVille                   | Kath Soucie          | Dick Eriksson             |
| Lil DeVille                    | Kath Soucie          | Maria Rydberg             |
| Dil Pickles                    | Tara Strong          | Charlotte Ardai Jennefors |
| Kimi Watanabe                  | Dionne Quan          | My Bodell                 |
| Stu Pickles                    | Jack Riley           | Per Sandborgh             |
| Didi Pickles                   | Melanie Chartoff     | Susanne Barklund          |
| Chas Finster                   | Michael Bell         | Jan Simonsson             |
| Drew Pickles                   | Michael Bell         | Dick Eriksson             |
| Kira Watanabe                  | Julia Kato           | My Bodell                 |
| Charlotte Pickles              | Tress MacNeille      | Charlotte Ardai Jennefors |
| Betty DeVille                  | Kath Soucie          | Vicki Benckert            |
| Howard DeVille                 | Philip Proctor       | Johan Hedenberg           |
| Coco LaBouche                  | Susan Sarandon       | Charlotte Ardai Jennefors |
| Jean-Claude                    | John Lithgow         | Reine Brynolfsson         |
| Farfar Lou Pickles             | Joe Alaskey          | Johan Hedenberg           |
| Lulu Pickles                   | Debbie Reynolds      | Charlotte Ardai Jennefors |
| Susie Carmichael               | Cree Summer          | Mia Hansson               |
| Herr Yamaguchi (Mr. Yamaguchi) | Mako Iwamatsu        | Johan Hedenberg           |